# Onar
Onar ist ein türkischer männlicher Vorname und Familienname. Auch in Norwegen wird Onar als Vorname mit altnordischer Herkunft verwendet.

## Namensträger

### Familienname
- Orhan Onar (1923–2009), türkischer Jurist
- Sıddık Sami Onar (1898–1972), türkischer Jurist und Hochschullehrer

### Vorname
- Onar Onarheim (1910–1988), norwegischer Politiker und Wirtschaftsfunktionär